# Водице (Добрепоље)
Водице (словен. Vodice) су насељено место у општини Добрепоље, Средњесловенска регија, Словенија.

## Историја
До територијалне реорганизације у Словенији биле су у саставу старе општине Гросупље.

## Становништво
У попису становништва из 2011. године, Водице су имале 14 становника.
| Број становника према пописима | Број становника према пописима | Број становника према пописима |
| ------------------------------ | ------------------------------ | ------------------------------ |
| 1991                           | 2002                           | 2011                           |
| 14                             | 16                             | 14                             |